# Ófehértó
Ófehértó là một thị trấn thuộc hạt Szabolcs-Szatmár-Bereg, Hungary. Thị trấn này có diện tích 43,17 km², dân số năm 2010 là 2590 người, mật độ 60 người/km².